# Ex deo
Ex Deo é uma banda canadense de death metal sinfônico nascida em Montreal. A banda é considerada um projeto artístico de Maurizio Iacono, vocalista do Kataklysm, cujas letras se baseiam na história do Império Romano. O nome da banda significa ''De Deus'' em latim.

## História
A banda canadense foi formada em 2008 como um projeto paralelo de Maurizio Iacono, vocalista do Kataklysm. A ideia de fazer músicas sobre o império romano surgiu a partir de constantes leituras sobre o assunto e por causa de sua ascendência italiana, o qual reforçou seu desejo em criar uma banda que abordasse a sociedade romana daquele período. Para ele, a corrupção e as campanhas militares romanas traduziriam bem o sentimento de brutalidade e belicismo do exército romano, encaixando-se bem no metal.
Em entrevista, comentou que a banda não seria tão ativa quanto o Kataklysm devido ao fato de conciliar a rotina de uma turnê e o convívio com familiares, então, a banda entraria em hiatus quando conveniente.
Contando com Stéphane Barbe e Jean-François Dagenais nas guitarras, parceiros no Kataklysm, além do baixista François Mongran e Max Duhamel na bateria, rapidamente o projeto tomou forma. No dia 2 de junho de 2009, a banda lançou o single Romulus, o qual continha a faixa Legio XIII e a faixa auto-intitulada. Três dias depois, foi lançado o split promocional Romulus/Cruise Ship Terror com a banda de thrash metal Swashbuckle.

### Romulus (2009)
No dia 19 de junho, a banda lançou seu álbum de estreia chamado Romulus. O álbum contou com as participações dos guitarristas Obsidian C. (Keep of Kalessin) e Karl Sanders (Nile) nas faixas Cruor Nostri Abbas e The Final War (Battle of Actium), além de Nergal (Behemoth) no vocal de Storm the Gates of Alesia.
A faixa Romulus conta a história da fundação de Roma pelos gêmeos lendários Rômulo e Remo, no qual o segundo acabara sendo morto pelo irmão em 753 a.C., Storm the Gates of Alesia trata da batalha vencida por Julio Cesar na Gália em 52 a.C., tornando-a a província romana pelos cinco séculos seguintes. The Final War (The Battle of Actium) conta sobre aspectos da religião pagã em Roma e a vitória de Otaviano sobre Marco Antônio em Áccio no ano de 31 a.C. Por fim, o álbum fecha com Legio XIII, contando sobre a 13ª Legião Romana, legião que permitiu César cruzar o Rubicão em 49 a.C, precipitando a guerra civil que o tornaria ditador romano.
A banda ainda viria a utilizar samples de Rome, um épico produzido pela HBO, como na fala de Marco Antônio no início da faixa Legio XIII.

### Caligvla (2012)
A banda anunciou no dia 19 de agosto de 2010 em sua página de Facebook que fariam mais um álbum de estúdio, sendo assim, a composição das músicas se deu nos meses finais de 2011. Em 14 de outubro de 2010 foi revelado o título do novo álbum, o qual passaria a ser de Caligvla. A banda assinou com a Napalm Records no dia 14 de dezembro de 2010. A capa de álbum de Caligvla foi revelada ao público em 15 de abril de 2012. O álbum foi oficialmente lançado em 31 de agosto de 2012, sendo essa a data do 2000º aniversário de Calígula.
O álbum conta com as participações especiais de Francesco Artusato (All Shall Perish) na faixa Pollice Verso (Damnatio at bestia) e os vocalistas Stefan Fiori (Graveworm), Mariangela Demurtas (Tristania) e Seth Siro (Septicflesh) nas faixas Per Oculos Aquila, Divide et Impera e Pollice Verso (Damnatio at Bestia), respectivamente.
A faixa-título fala sobre o terceiro imperador de Roma, Caligula, o primeiro a ser assassinado e notório por ser extravagante com o dinheiro público. Burned to Serve as Nocturnal Light ressalta a loucura de Nero ao atear fogo em Roma. Divide et Impera trata da tática romana de dividir os inimigos, causando desunião para conquistar. Once Were Romans retrata a nostalgia dos tempos de glória vividos por Roma antes de sua queda diante dos bárbaros. Assim como Teutoburg (Ambush of Varus), o qual relata a batalha da floresta de Teutoburgo ocorrida durante o outono do ano 9 d.C. Uma aliança de tribos germânicas chefiada por Armínio (em alemão Hermann), da tribo dos queruscos, emboscou e dizimou três legiões romanas, lideradas por Públio Quintílio Varo, que o consideravam até então como aliado.

### Hiatus (2014-2015)
A banda entrou em hiato em 17 de fevereiro de 2014, declarando que um novo álbum seria improvável. Retomariam as atividades em 9 de setembro de 2015 para trabalhar em seu terceiro álbum de estúdio.

### The Immortal Wars (2017)
O terceiro álbum de estúdio da banda canadense foi lançado em 24 de fevereiro de 2017. Este álbum aborda as Guerras Púnicas, no qual Maurizio interpreta o lado cartaginense na primeira metade do disco e o lado romano na metade final da produção.
A faixa The Rise of Hannibal aborda o lado cartaginês, sedento por vingança devido aos resultados da Primeira Guerra Púnica, no qual Hannibal jura pelo sangue de seu pai que jamais seria amigo de Roma e se vingaria. Hispania (Siege of Saguntum) retrata o cerco à Sagunto em 219 a.C., no qual Hannibal resolve atacar o reduto romano para conseguir quitar seus mercenários. Cato Major: Cathago Delenda Est! foca na reviravolta romana contra os púnicos. Ad Victoriam (The Battle of Zama) conta, por sua vez, a história da batalha decisiva da Segunda guerra púnica travada em 19 de outubro de 202 a.C. O exército da República Romana, liderado por Cipião Africano, derrotou as forças de Cartago lideradas por Aníbal. O álbum fecha com The Roman, a música retrata o fim das guerras púnicas e os espólios de guerra obtidos pelos romanos.

## Membros da banda
- Maurizio Iacono – vocais
- Stéphane Barbe – guitarrista base
- Jean-Francois Dagenais – guitarra rítmica
- Dano Apekian – baixista
- Oli Beaudoin – baterista

Ex-membros
- François Mongrain – baixista (2009)
- Max Duhamel – baterista

Membros ao vivo
- Dano Apekian – baixista (2009)

## Discografia
Álbuns de estúdio
- Romulus (2009)
- Caligvla (2012)
- The Immortal Wars (2017)
- The Thirteen Years of Nero (2021)

Singles
- "Romulus" (2009)
- ''The Philosopher King'' (2020)

Split releases
- "Romulus" / "Cruise Ship Terror" (2009)

Music videos
- "Romulus" (2010)
- "The Final War (Battle of Actium)" (2010)
- "I, Caligvla" (2012)
- ''The Roman'' (2017)
- ''Imperator'' (2021)
- ''Boudicca [Queen of the Iceni]'' (2021)